# Tatjana Ivinskaja
Tatjana Michajlawna Belasjapka (Wit-Russisch: Таццяна Міхайлаўна Белашапка; geboortenaam: Іві́нская; Ivinskaja) (Vitebsk, 27 maart 1958), is een Wit-Russisch voormalig professioneel basketbalspeler die uitkwam voor het nationale team van de Sovjet-Unie. Ze heeft de onderscheidingen ontvangen, Meester in de sport van de Sovjet-Unie in 1980 en twee keer de Medaille voor Voortreffelijke Prestaties tijdens de Arbeid.

## Carrière
Belasjapka begon haar carrière in 1973 bij Horizont Minsk. In 1978 ging Belasjapka spelen voor Spartak Leningrad. Na één seizoen keerde Belasjapka terug bij Horizont. In 1986 stopte ze met basketballen.
Met de Sovjet-Unie speelde Belasjapka op de Olympische Zomerspelen in 1980. Ze won goud. Ook speelde ze op het het Wereldkampioenschap. Ze won goud in 1983. Op het Europees Kampioenschap van 1985 won ze goud. Ook won Belasjapka zilver op de Goodwill Games in 1986. In 1984 won ze goud op de Vriendschapsspelen, en toernooi dat werd gehouden voor landen die de Olympische Spelen van 1984 boycotte.
Belasjapka is afgestudeerd aan de Wit-Russische GIFK. Ze werkt als een medewerker van de sportafdeling van de Wit-Russische Economische Universiteit.

## Erelijst
- Olympische Spelen: 1
  - Goud: 1980
- Wereldkampioenschap: 1
  - Goud: 1983
- Europees Kampioenschap: 1
  - Goud: 1985
- Goodwill Games:
  - Zilver: 1986
- Vriendschapsspelen: 1
  - Goud: 1984